# 杨思菊
杨思菊（1973年4月19日—，云南省腾冲市曲石）是中国长跑运动员，精于10000米赛跑。
她在雅典的1997年世界锦标赛以32分01秒61的成绩列第七名。
她的个人最好成绩是31分16秒39，于1997年10月在上海取得。

## 外部連結
- 杨思菊在的頁面